# Tooji
Tooji, właśc. Touraj Keshtkar (ur. 26 maja 1987 roku w Szirazie) – irańsko-norweski piosenkarz, model i działacz społeczny, reprezentant Norwegii podczas 57. Konkursu Piosenki Eurowizji w 2012 roku.

## Dzieciństwo i początki kariery
Keshtkar urodził się w Szirazie w Iranie, skąd jego rodzice przeprowadzili się do Norwegii, kiedy miał jeden rok. W wieku 16 lat zaczął karierę jako model. Po zakończeniu pracy modela zaczął pracować jako prezenter telewizyjny na kanale MTV Norway, gdzie prowadził programu Super Saturday i Tooji's Top 10 pod pseudonimem Tooji. 

## Kariera muzyczna
W styczniu 2012 roku ukazał się jego debiutancki minialbum oraz tytułowy singiel „Stay”, z którym zakwalifikował się do udziału w festiwalu Melodi Grand Prix 2012, będącego krajowymi eliminacjami do 57. Konkursu Piosenki Eurowizji. Na początku lutego wystąpił w trzecim półfinale selekcji i awansował do koncertu finałowego, w którym ostatecznie zdobył największe poparcie jurorów i telewidzów (15 5480 głosów), dzięki czemu zajął pierwsze miejsce oraz zdobył możliwość reprezentowania Norwegii podczas Konkursu Piosenki Eurowizji organizowanego w Baku. Pod koniec maja wystąpił w drugim półfinale widowiska i z dziesiątego miejsca awansował do finału, w którym ostatecznie zajął ostatnie, 26. miejsce z 7 punktami na koncie. 
Od 2012 roku pełni rolę prowadzącego koncertu Melodi Grand Prix Junior, będącego krajowymi eliminacjami kraju do Konkursu Piosenki Eurowizji dla Dzieci.
W maju 2013 roku został sekretarzem podającym wyniki norweskiego głosowania w finale 58. Konkursu Piosenki Eurowizji organizowanego w Malmö. We wrześniu tego samego roku wydał swój nowy singiel – „Rebels”, a w 2014 – „Packin' Guns”. Niedługo po opublikowaniu piosenki przeprowadził się do Sztokholmu, gdzie zaczął nagrywać materiał na swoją debiutancką płytę studyjną.
W maju 2015 roku premierę miał drugi minialbum w dorobku piosenkarza zatytułowany Father. W tym samym miesiącu ukazał się oficjalny teledysk do tytułowego singla z EP-ki, który wywołał kontrowersje w kraju za sprawą zaprezentowania w klipu homoseksualnego seksu piosenkarza z księdzem. Jak tłumaczył sam artysta, klipem chciał wyrazić „protest przeciwko hipokryzji przedstawicieli religii katolickiej”.

## Życie prywatne
W czerwcu 2015 roku Tooji w wywiadzie dla norweskiej strony internetowej Gaysir wyznał, że jest gejem.

## Dyskografia

### Minialbumy (EP)
- Stay (2012)
- Father (2015)